# Lista de penínsulas da Suécia

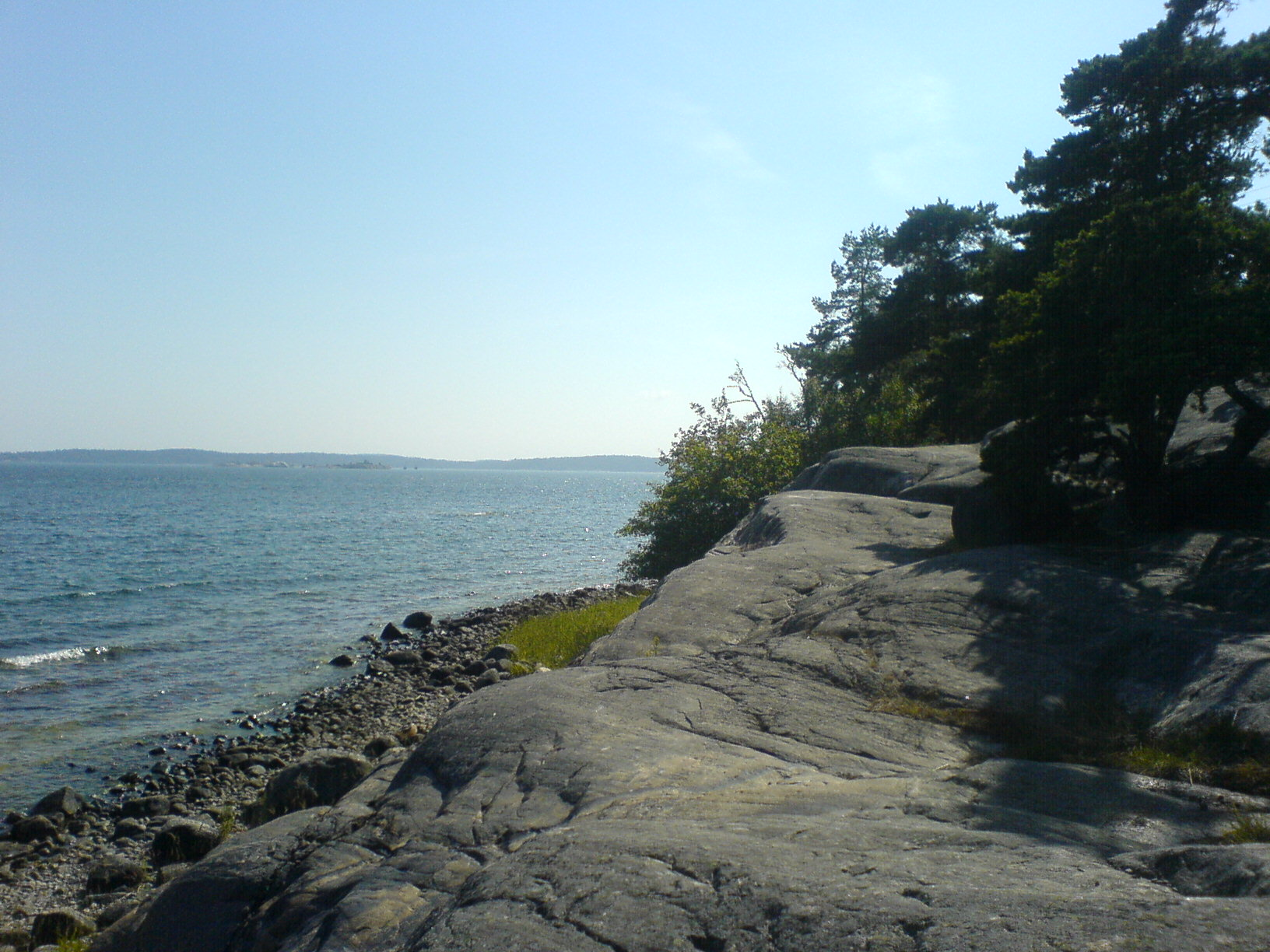
Península de Gålö

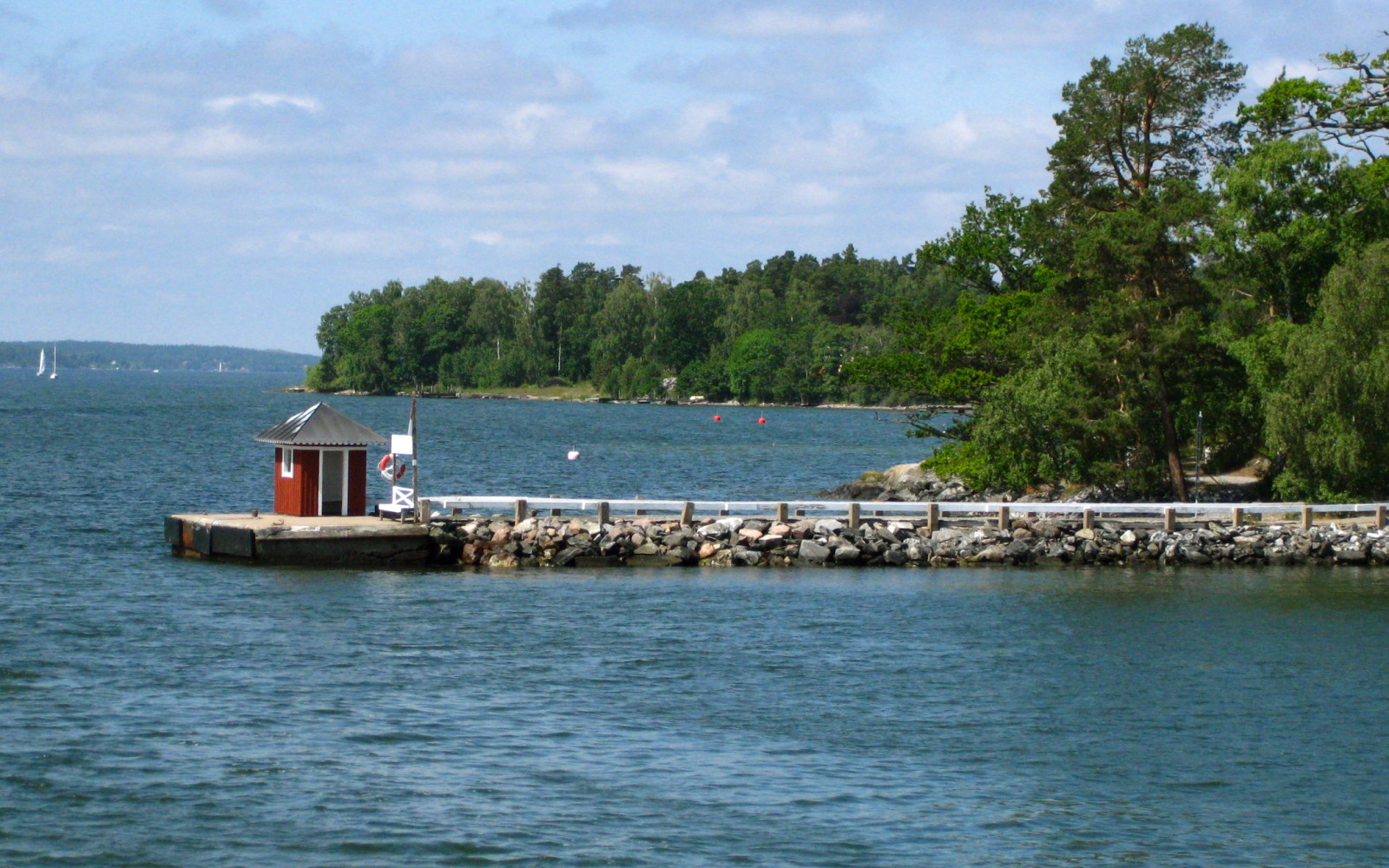
Península de Karlsudd

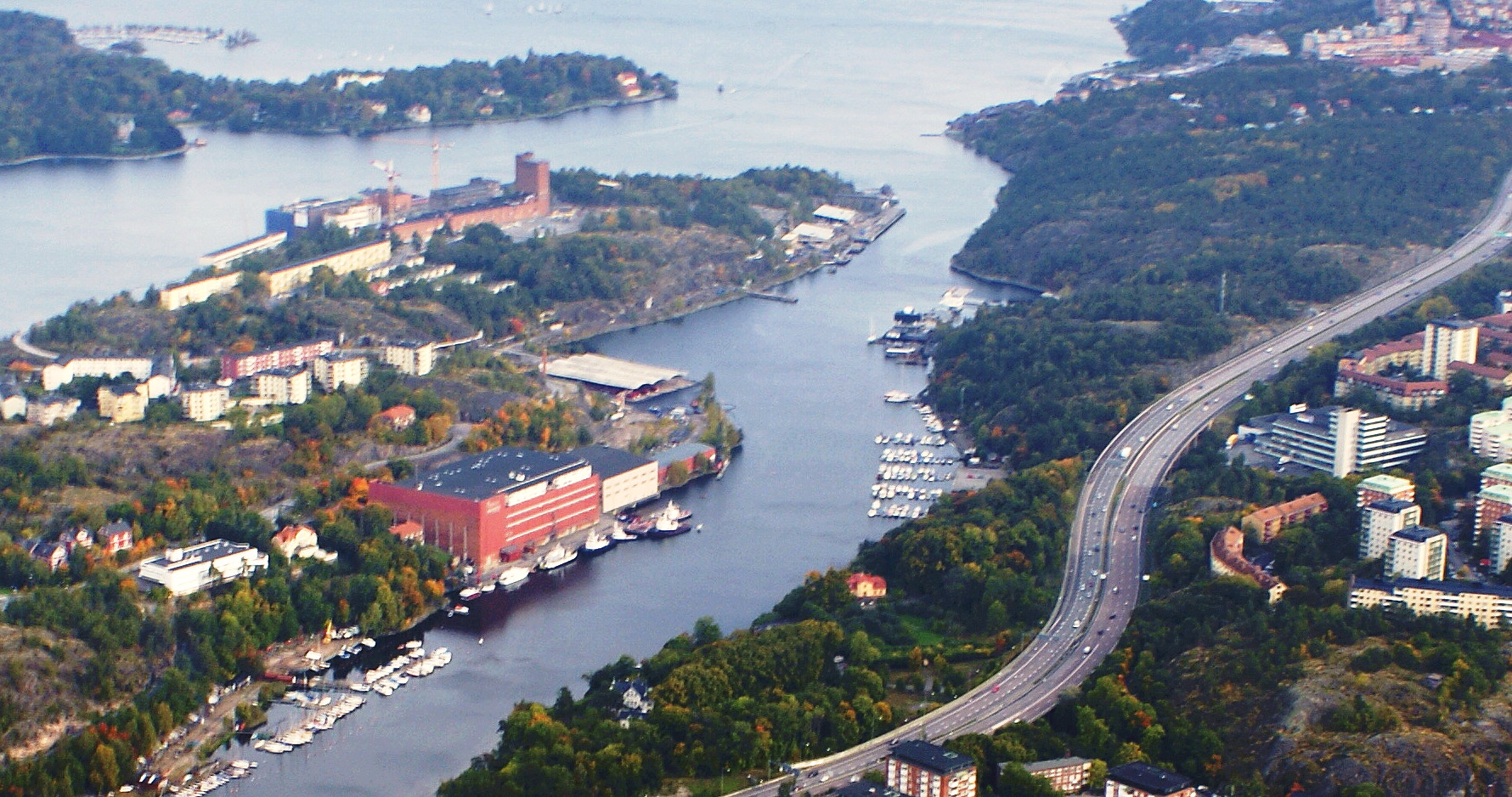
Península de Kvarnholmen

Situada no lado oriental da Península da Escandinávia, a Suécia tem uma costa com aproximadamente 3 200 km, recortada por numerosas baías, enseadas, fiordes, cabos e penínsulas, a par de milhares de ilhas. 
Algumas penínsulas da Suécia:
- Ällön
- Årnäshalvön
- Bergaön
- Bjurkärr
- Bjärehalvön
- Björnö
- Bosön
- Djurön
- Ekna
- Engelbrektsholmen
- Englandsskäret
- Fogdön
- Getskäret
- Getterön
- Gålö
- Hornslandet
- Härnäset
- Hössöhalvön
- Karlsudd
- Killingeholm
- Klubbensborg
- Knösö
- Kronören
- Kvarnholmen
- Kålland
- Lilla Varholmen
- Malmölandet
- Möcklö
- Península de Onsala
- Rödön
- Sotenäset
- Stensö
- Stäksön
- Södertörn
- Tromtö
- Turestorpsö
- Vikbolandet
- Vindön
- Vänersnäs
- Värmlandsnäs
- Väröhalvön